# 킹핀 (마블 코믹스)

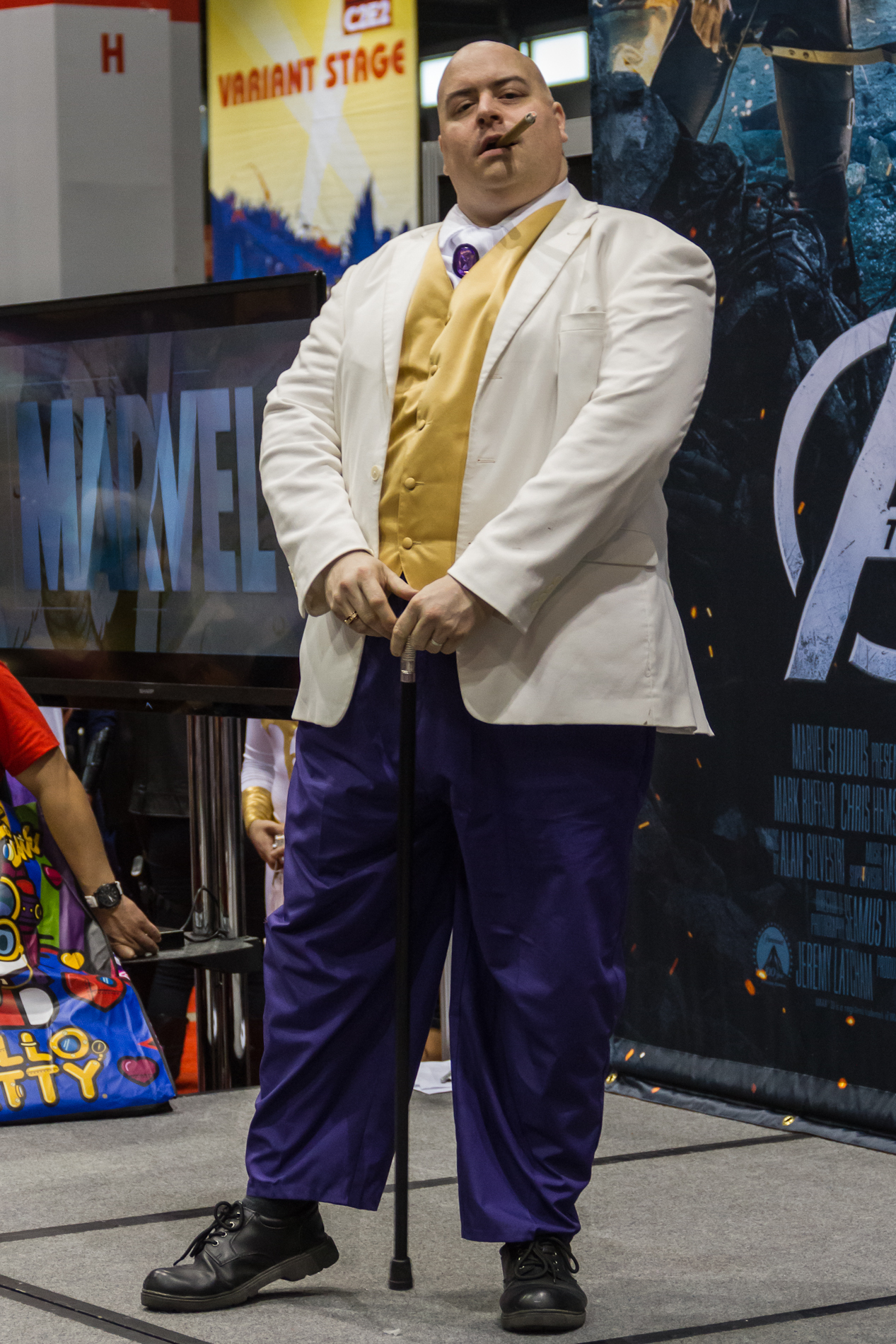

킹핀(Kingpin)은 마블 코믹스의 악당이다. 본명은 윌슨 그랜트 피스크(Wilson Grant Fisk)이며 201cm의 키와 204kg의 거구이다. 1967년 7월 <어메이징 스파이더맨 50호>에 처음 등장했다. 그는 거대 범죄조직의 보스로, 뉴욕을 대표하는 마블의 세 영웅인 스파이더맨, 퍼니셔(Punisher), 데어데블(Daredevil)의 공통된 적이기도 하다.
어린 시절 괴롭힘을 당하는 소년이었던 윌슨 피스크는 자신을 괴롭혔던 깡패들에게 복수하기 위해 몸집을 키워 거대하고 육중한 몸을 만들었다. 12살 때 처음으로 살인을 저질렀으며, 15살 때에 길거리 갱단의 두목이 되어 '범죄의 왕초(킹핀)’라는 별명을 얻었다. 또한 돈 리골레토(Don Rigoletto)라는 암흑가 보스의 수하로 들어간 후 리골레토를 죽이고 그의 조직을 차지했다.
바네사라고 하는 아름다운 아내와 리처드라고 하는 아들이 있다. 아들 리처드 피스크는 로즈(The Rose)라는 이름으로 킹핀을 찔러 죽이려고 했다가, 아버지를 배신한 죄로 어머니인 바네사의 손에 죽었다.
또한 킹핀은 자신의 사업 파트너를 죽여 그의 마지막 소원에 따라 그의 청각 장애인 딸인 마야 로페즈(Echo)를 입양하게 된다. 마야가 자라자 킹핀은 데어데블이 그녀의 진짜 아버지를 죽였다는 거짓말을 한다. 데어데블과 싸우다 킹핀이 자신의 진짜 아버지를 죽였다는 사실을 알게 된 마야 로페즈는 킹핀의 얼굴을 쏴 눈을 멀게 했다.
프랭크 밀러(Frank Miller, 1959~)의 《데어데블 본 어게인》에서 데어데블의 삶을 완전히 파멸로 몰고 간 것으로 유명한데, 훗날 데어데블이 킹핀을 쓰러뜨리고 스스로 자신을 뉴 킹핀이라고 칭하기도 했다.
킹핀은 저격수를 시켜서 스파이더맨이 사랑하는 사람들을 죽이라고 명령했고, 그 결과 메이 숙모가 총에 맞아 사망함으로써 스파이더맨의 삶을 송두리째 바꿔놓았다.
킹핀은 영화 《카사블랑카》, 《말타의 매》 등에 출연한 영국 배우 시드니 그린스트리트(Sydney Greenstreet, 1879~1954)를 모델로 삼아 창작한 캐릭터로 스티브 딧코(Steve Ditko, 1927~)에 이은 스파이더